# Antiche unità di misura del circondario di Chieti
Nella provincia di Chieti, l'unità locale di misura della superficie usata in agraria è il tomolo.
Il valore del tomolo è variabile da comune a comune; nel capoluogo corrisponde a 32,4361 are, ossia a 3.243,61 m2
Altre misure locali correlate:
| 1 soma     | 3 tomoli   |
| 1 tomolo   | 2 mezzetti |
| 1 mezzetto | 2 coppe    |
| 1 coppa    | 6 misure   |